# Bouaflé
Bouaflé je grad u Obali Bjelokosti, glavni grad regije Marahoué. Nalazi se u blizini jezera Kossou, 50 km sjeverozapadno od glavnog grada Yamoussoukroa.
Godine 1988. Bouaflé je imao 34.562 stanovnika.

## Vanjske poveznice

### Ostali projekti
|  | Zajednički poslužitelj ima još gradiva o temi Bouaflé |